# استاری موتاباش
استاری موتاباش (به لاتین: Stary Mutabash) یک منطقهٔ مسکونی در روسیه است که در باشقیرستان واقع شده‌است.